# 愛黛兒·鄧拉普
愛黛兒·鄧拉普（Adele Dunlap，1902年12月12日—2017年2月5日），美國超級人瑞，美國最長壽者。
2016年7月8日，高蒂·邁克爾遜過世，愛黛兒·鄧拉普以113岁209天之齡成為美國的在世最年長者。
2017年2月5日於美國逝世，享嵩壽114歲55天。德爾賓‧吉普森（1903年8月17日－2018年5月9日）繼任在世美國最長壽者。